# Helmi Sjöstrand
Helmi Gunhild Sjöstrand, född Sjöstrand 17 juni 1864 i Helsingfors, död 10 april 1957 i Stockholm, var en finlandssvensk konstnär en del av sitt liv bosatt i Sverige.

## Liv och verk
Sjöstrand var dotter till den svenske målaren Carl Eneas Sjöstrand (1828–1906) som bodde en stor del av sitt liv i Finland där fadern var lärare i konst vid Finska Konstföreningens ritskola i Helsingfors, och till konstnären Herminie von Stahl. Hon var från 1898 gift med sin kusin, konstnären och sångaren Acke Sjöstrand. Efter hans död flyttade hon till Sverige. 
Sjöstrand var utbildad vid Finska Konstföreningens ritskola i Helsingfors 1879–1889 där hon tilldelades Löfgrens stipendium 1889. Hon fortsatte därefter sina konststudier för K Deri i München. Tillsammans med sin man företog hon ett antal studieresor till bland annat Berlin 1911–1914, Sverige 1914–1915, Köpenhamn 1915–1917, Tyskland 1917–1918, Nederländerna 1918–1921, Mallorca 1921–1924, Barcelona 1924 och London 1925–1926.  
Hon medverkade mycket sporadiskt i utställningar och höll sin första utställning i Helsingfors 1893. Hon var mest känd för sitt landskapsmåleri och en av de konstnärer som sommartid målade på Åland som medlem i Önningebykolonin, en finsk-svensk konstnärskoloni som verkade där mellan 1886 och 1914 och där konstnärer som J.A.G. Acke, Victor Westerholm och Elin Danielson-Gambogi ingick. 
Sjöstrand målade också stadsmotiv, till exempel från Stockholm och senare från olika platser hon besökt i Europa, bland andra Mallorca. som hon och hennes man besökte på sina resor. Något år efter sin makes död bosatte hon sig i Sverige där hon under sommarmånaderna målade motiv från Skanör och höll utställningar i Helsingborg.

## Priser och utmärkelser
- Löfgrens stipendium

## Museer med Helmi Sjöstrands konst
- Ateneum i Helsingfors: Motiv från Söder i Stockholm, olja på duk 60 x70 cm, odaterad[5]